# Hermann Trophy
El Hermann Trophy (Trofeo Hermann en español) es un premio otorgado anualmente por el Missouri Athletic Club a los mejores jugadores y jugadoras de fútbol universitario de los Estados Unidos.

## Historia
En 1967, Robert Hermann, presidente de la National Professional Soccer League (NPSL) y del Comité Ejecutivo de la sucesora de la NPSL, la North American Soccer League, estableció un trofeo anual para reconocer a los mejores talentos del fútbol universitario masculino. El trofeo, llamado Hermann Trophy, ha sido entregado todos los años desde 1967. En 1988, un segundo trofeo fue inaugurado para reconocer a las estrellas del fútbol femenino universitario.
En 1986, el Missouri Athletic Club (MAC) comenzó a nombrar un jugador del año como competencia al Hermann Trophy. Más adelante, en 1996, la NSCAA (Asociación de Entrenadores de Fútbol de América, por sus siglas en inglés) inició su propio premio al jugador del año. Estos tres premios comenzaron a unirse tres años después cuando la NSCAA y el MAC decidieron cooperar para nombrar en forma combinada a un jugador del año. Finalmente, a partir de 2002, la organización del MAC/NSCAA y del Hermann Trophy se fusionaron para crear un solo trofeo para el mejor jugador de fútbol del año.
El trofeo Hermann original está en exposición en el Hermann Atrium del McDonnell Athletic Center en el Mary Institute and St. Louis Country Day School en Ladue, Misuri. El trofeo original fue donado al colegio por el señor Hermann en 2003.

## Ganadores del trofeo

### Hombres
| Año  | Hermann Trophy     | Jugador del año MAC | Jugador del año NSCAA |
| ---- | ------------------ | ------------------- | --------------------- |
| 2020 | Gloire Amanda      |                     |                       |
| 2019 | Robbie Robinson    |                     |                       |
| 2018 | Andrew Gutman      |                     |                       |
| 2017 | Jon Bakero         |                     |                       |
| 2016 | Ian Harkes         |                     |                       |
| 2015 | Jordan Morris      |                     |                       |
| 2014 | Leo Stolz          |                     |                       |
| 2013 | Patrick Mullins    |                     |                       |
| 2012 | Patrick Mullins    |                     |                       |
| 2011 | Andrew Wenger      |                     |                       |
| 2010 | Darlington Nagbe   |                     |                       |
| 2009 | Teal Bunbury       |                     |                       |
| 2008 | Marcus Tracy       |                     |                       |
| 2007 | O'Brian White      |                     |                       |
| 2006 | Joseph Lapira      |                     |                       |
| 2005 | Jason Garey        |                     |                       |
| 2004 | Danny O'Rourke     |                     |                       |
| 2003 | Chris Wingert      |                     |                       |
| 2002 | Alecko Eskandarian |                     |                       |
| 2001 | Luchi Gonzalez     | Luchi Gonzalez      |                       |
| 2000 | Chris Gbandi       | Ali Curtis          |                       |
| 1999 | Ali Curtis         | Sasha Victorine     |                       |
| 1998 | Wojtek Krakowiak   | Jay Heaps           | Dema Kovalenko        |
| 1997 | Johnny Torres      | Johnny Torres       | Daniel Hernández      |
| 1996 | Mike Fisher        | Mike Fisher         | Mike Fisher           |
| 1995 | Mike Fisher        | Matt McKeon         |                       |
| 1994 | Brian Maisonneuve  | Todd Yeagley        |                       |
| 1993 | Claudio Reyna      | Claudio Reyna       |                       |
| 1992 | Brad Friedel       | Claudio Reyna       |                       |
| 1991 | Alexi Lalas        | Alexi Lalas         |                       |
| 1990 | Ken Snow           | Ken Snow            |                       |
| 1989 | Tony Meola         | Tony Meola          |                       |
| 1988 | Ken Snow           | Ken Snow            |                       |
| 1987 | Bruce Murray       | John Harkes         |                       |
| 1986 | John Kerr          | John Kerr           |                       |
| 1985 | Tom Kain           |                     |                       |
| 1984 | Amr Aly            |                     |                       |
| 1983 | Mike Jeffries      |                     |                       |
| 1982 | Joe Ulrich         |                     |                       |
| 1981 | Armando Betancourt |                     |                       |
| 1980 | Joe Morrone        |                     |                       |
| 1979 | Jim Stamatis       |                     |                       |
| 1978 | Angelo DiBernardo  |                     |                       |
| 1977 | Billy Gazonas      |                     |                       |
| 1976 | Glenn Myernick     |                     |                       |
| 1975 | Steve Ralbovsky    |                     |                       |
| 1974 | Farrukh Quarishi   |                     |                       |
| 1973 | Dan Counce         |                     |                       |
| 1972 | Mike Seerey        |                     |                       |
| 1971 | Mike Seerey        |                     |                       |
| 1970 | Al Trost           |                     |                       |
| 1969 | Al Trost           |                     |                       |
| 1968 | Manuel Hernandez   |                     |                       |
| 1967 | Dov Markus         |                     |                       |

     Unificado con el Hermann Trophy
     Unificado con el Premio MAC
     No entregado

### Mujeres
| Año  | Hermann Trophy     | Jugadora del año MAC | Jugadora del año NSCAA |
| ---- | ------------------ | -------------------- | ---------------------- |
| 2020 | Jaelin Howell      |                      |                        |
| 2019 | Catarina Macario   |                      |                        |
| 2018 | Catarina Macario   |                      |                        |
| 2017 | Andi Sullivan      |                      |                        |
| 2016 | Kadeisha Buchanan  |                      |                        |
| 2015 | Raquel Rodríguez   |                      |                        |
| 2014 | Morgan Brian       |                      |                        |
| 2013 | Morgan Brian       |                      |                        |
| 2012 | Crystal Dunn       |                      |                        |
| 2011 | Teresa Noyola      |                      |                        |
| 2010 | Christen Press     |                      |                        |
| 2009 | Kelley O'Hara      |                      |                        |
| 2008 | Kerri Hanks        |                      |                        |
| 2007 | Mami Yamaguchi     |                      |                        |
| 2006 | Kerri Hanks        |                      |                        |
| 2005 | Christine Sinclair |                      |                        |
| 2004 | Christine Sinclair |                      |                        |
| 2003 | Cat Reddick        |                      |                        |
| 2002 | Aly Wagner         |                      |                        |
| 2001 | Christie Welsh     | Christie Welsh       |                        |
| 2000 | Anne Makinen       | Anne Makinen         |                        |
| 1999 | Mandy Clemens      | Mandy Clemens        |                        |
| 1998 | Cindy Parlow       | Cindy Parlow         | Danielle Fotopoulos    |
| 1997 | Cindy Parlow       | Cindy Parlow         | Sara Whalen            |
| 1996 | Cindy Dawes        | Cindy Dawes          | Jennifer Renola        |
| 1995 | Shannon MacMillan  | Shannon MacMillan    |                        |
| 1994 | Tisha Venturini    | Tisha Venturini      |                        |
| 1993 | Mia Hamm           | Mia Hamm             |                        |
| 1992 | Mia Hamm           | Mia Hamm             |                        |
| 1991 | Kristine Lilly     | Kristine Lilly       |                        |
| 1990 | April Kater        | April Kater          |                        |
| 1989 | Shannon Higgins    | Shannon Higgins      |                        |
| 1988 | Michelle Akers     | Michelle Akers       |                        |

     Unificado con el Hermann Trophy
     Unificado con el Premio MAC
     No entregado
- Datos: Q2701951